# Castillo de Björksund
El Castillo de Björksund (Björksunds slott) es una casa señorial tipo castillo en Suecia. Björksund se localiza en Sibbofjärden, al nordeste de Nyköping en el condado de Södermanland, Suecia.

## Historia
La propiedad de Björksund primero perteneció a la familia Grip, pero pasó a finales de la Edad Media mediante matrimonio al Consejero Privado Göran Eriksson Gyllenstierna (1498-1575) de Fågelvik. La finca permaneció en su familia hasta 1776, cuando pasó en parte por compra al Conde Carl Gabriel Mörner (1737-1828), heredero del miembro del Consejo Privado y Mariscal del Reino Göran Gyllenstierna (1724-1799). 

La mansión fue construida en estilo barroco en 1727. Fue diseñada por el arquitecto franco-sueco Joseph Gabriel Destain (fallecido en 1740). Adiciones en la década de 1740 fueron del Barón Carl Hårleman (1700-1753).
La finca cubre 4700 hectáreas y gran superficie del archipiélago de Estocolmo. Björksund Förvaltnings AB también administra numerosas propiedades en Nyköping.

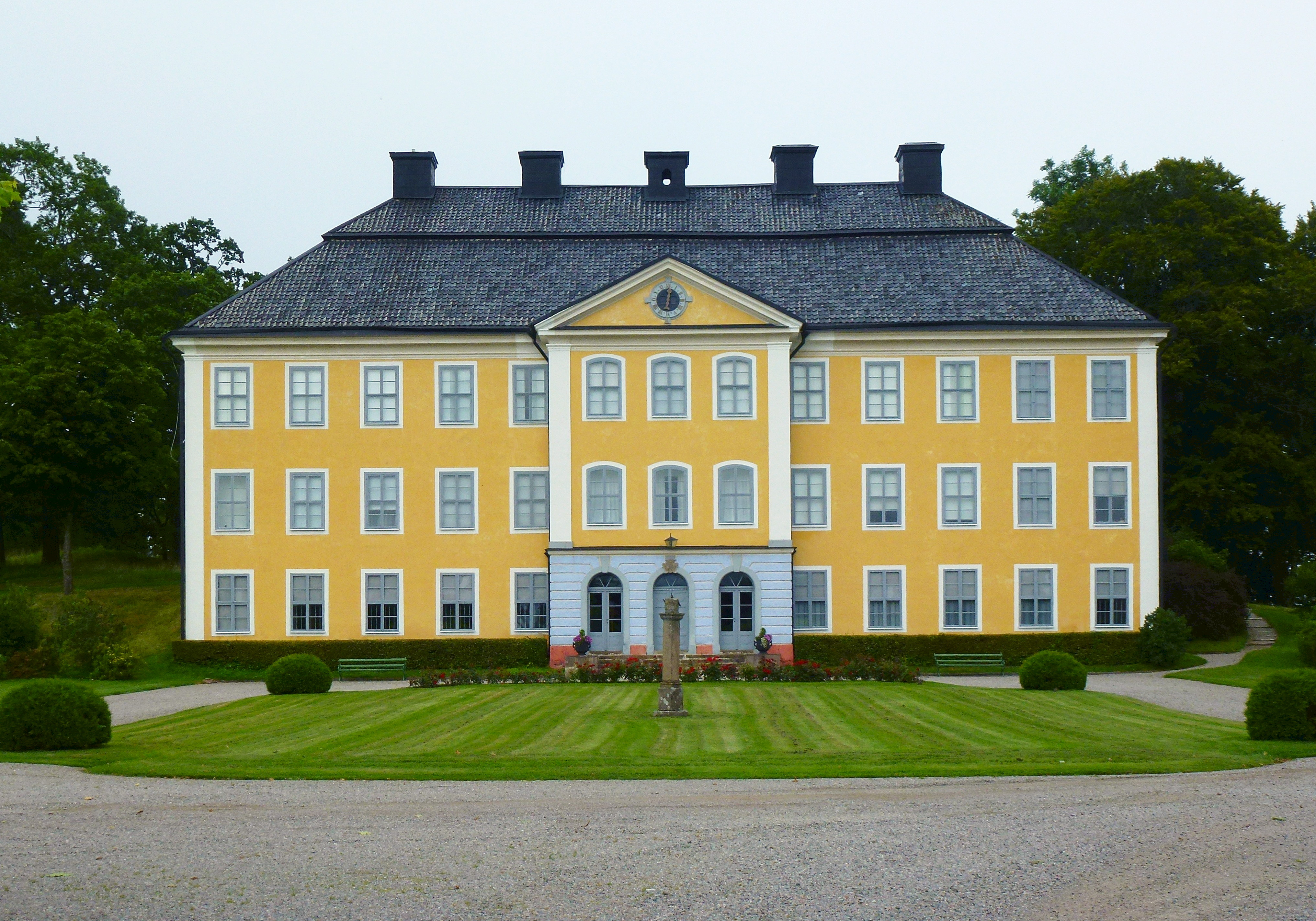
Vista frontal
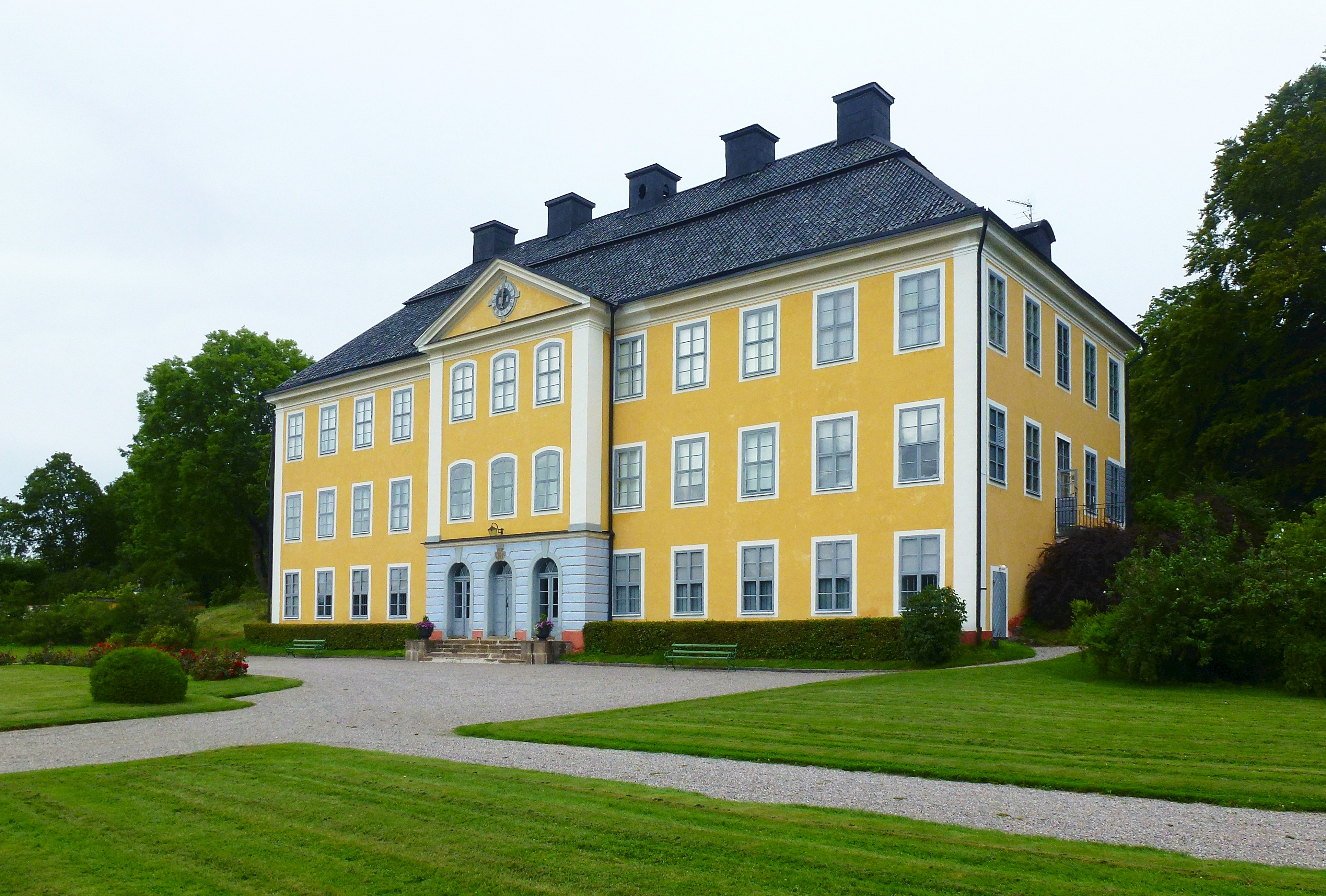
Vista frontal
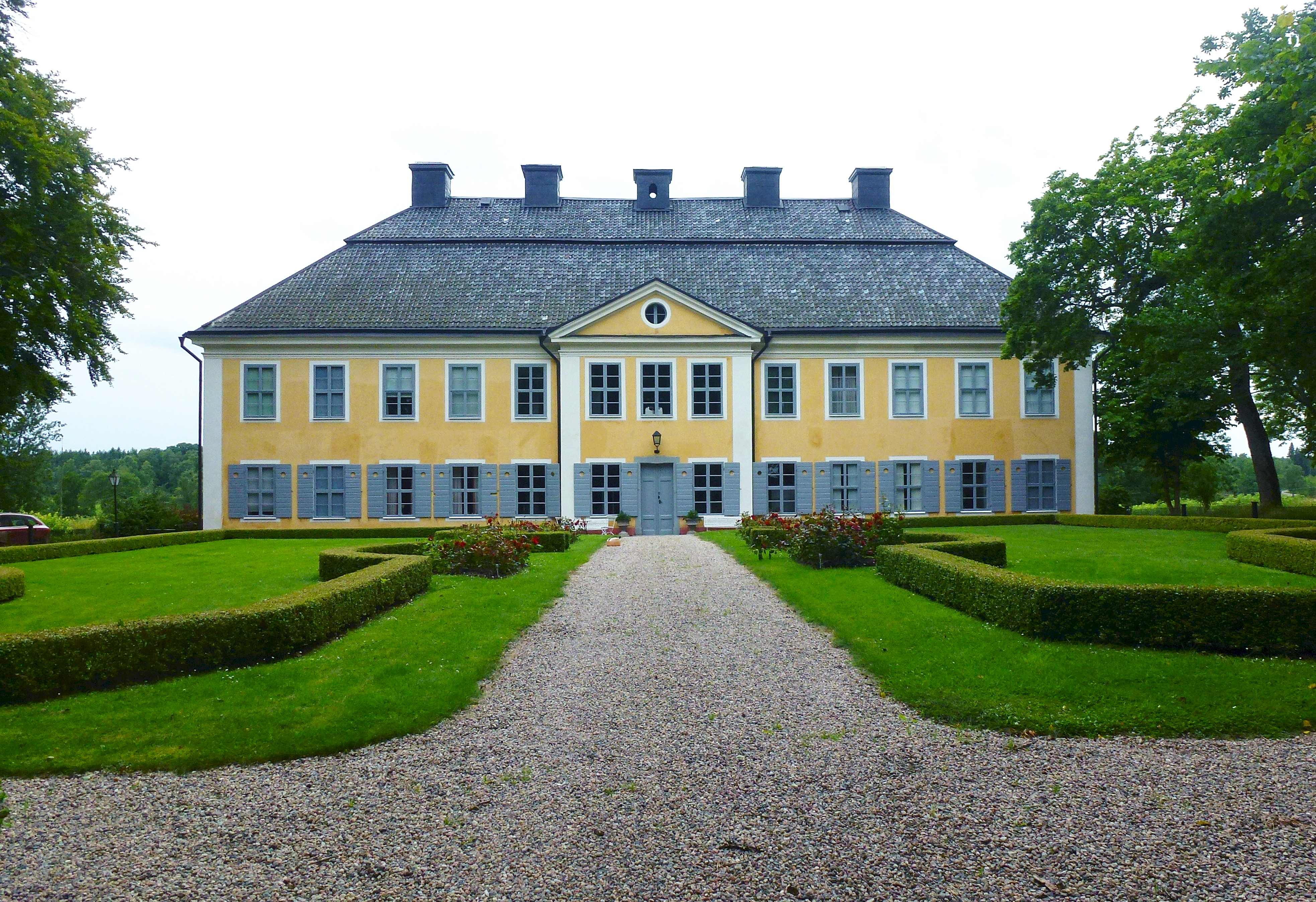
Vista trasera
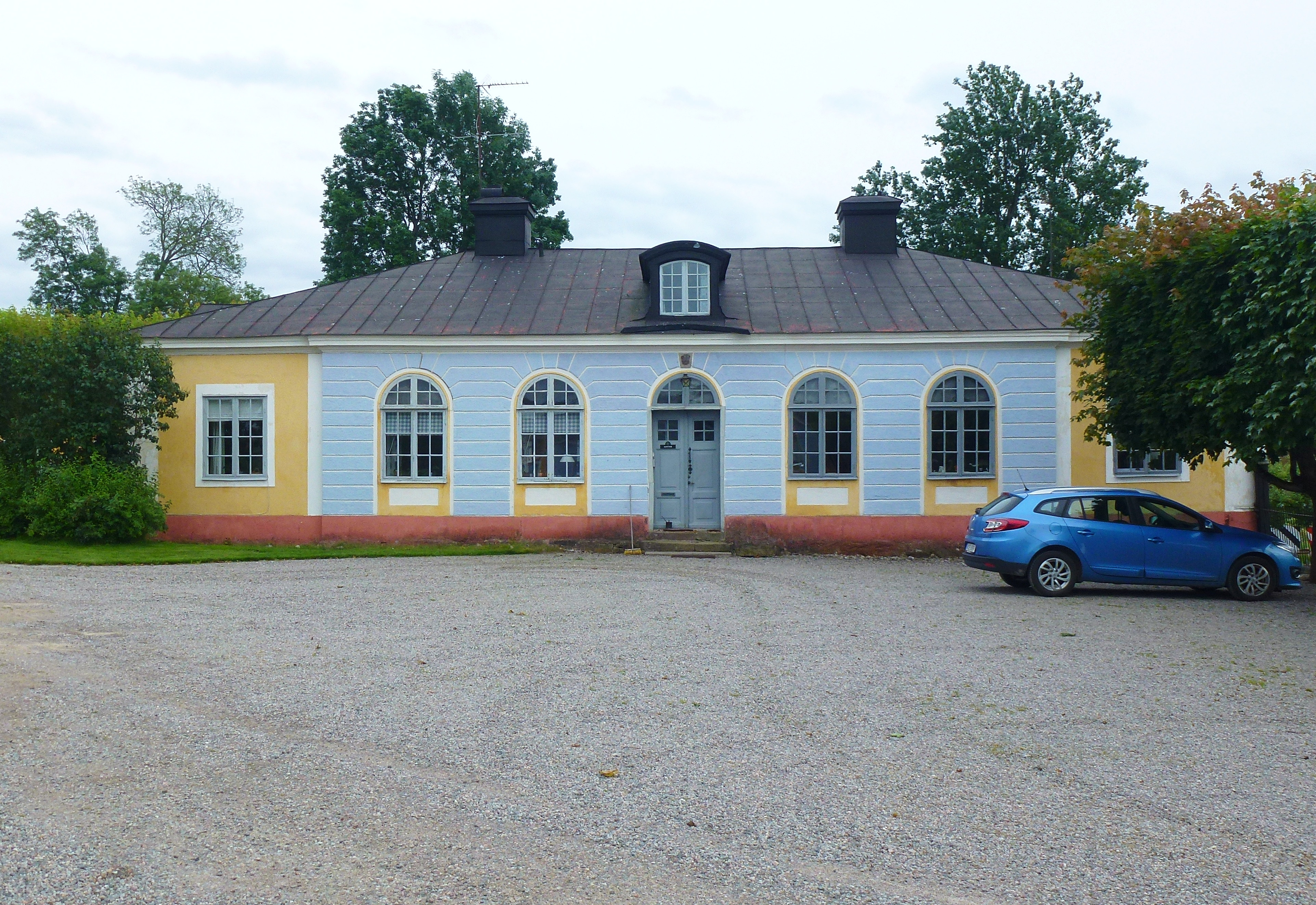
Dependencia
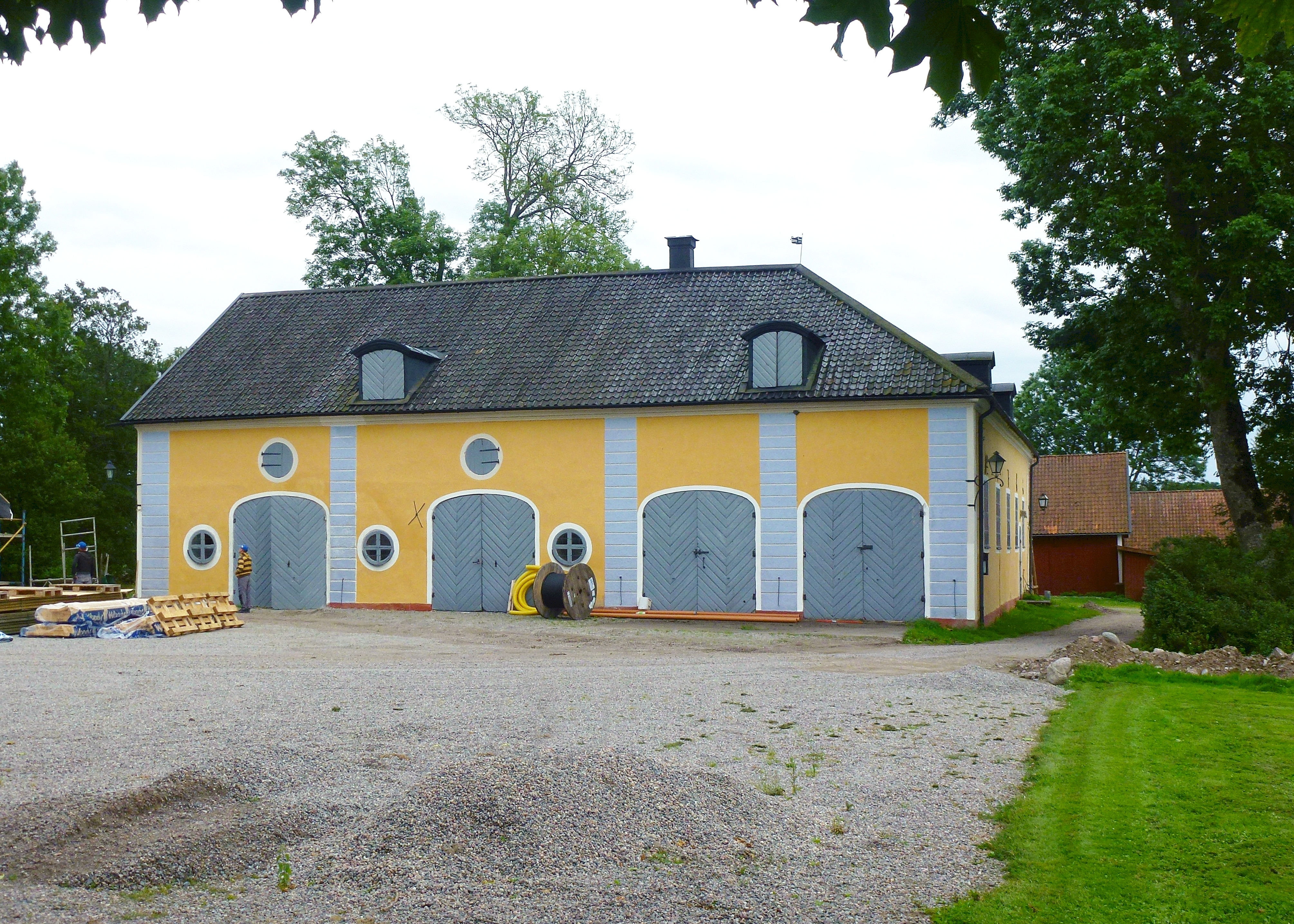
Dependencia